# برينيار غونارسون
برينيار بيورن غونارسون (بالآيسلندية: Brynjar Björn Gunnarsson)‏، من مواليد 16 أكتوبر 1975 في ريكيافيك في آيسلندا، لاعب كرة قدم آيسلندي.
بدأ مسيرته الكروية مع نادي ريكيافيك في عام 1995، ولعب معهم حتى عام 1997، وشارك معهم في 50 مباراة وسجل هدف واحد، وفي عام 1998 انتقل إلى نادي فالرنغا النرويجي، ولعب معهم 4 مباريات، وفي عام 1998 أعير إلى نادي موس النرويجي، ولعب معهم 5 مباريات وسجل هدفين، وفي عام 1999 انتقل إلى نادي أورغريتي السويدي، ولعب معهم 24 مباراة وسجل هدف واحد، وفي عام 1999 انتقل إلى نادي ستوك سيتي الإنجليزي، ولعب معهم حتى عام 2003، وشارك معهم في 158 مباراة وسجل 19 هدف، وفي موسم 2003/2004 انتقل إلى نادي نوتنغهام فوريست الإنجليزي، ولعب معهم 14 مباراة، وفي موسم 2004/2005 انتقل إلى نادي واتفورد الإنجليزي، ولعب معهم 43 مباراة وسجل 3 أهداف، ومنذ عام 2005 وهو يلعب مع نادي ريدينغ الإنجليزي.
و قد بدأ باللعب مع منتخب آيسلندا لكرة القدم في عام 1997.

## مسيرته الكروية
لعب برينيار غونارسون خلال مسيرته الاحترافية مع 8 أندية في ثلاثة وعشرون موسمًا وسجل خلالها 34 هدفًا ضمن 424 مباراة. حيث فاز في موسمين بالكأس وفي موسم واحد بالدوري.
خاض برينيار غونارسون مسيرته مع نادي ناتدبيرنوفيلاغ ريكيافيكور في موسم 1994 في المرة الأولى ليلعب معه أربعة مواسم ثم ما بين عامي 2013 و2014 لمدة موسم واحد، مشاركًا طوالها في 66 مباراة سجل خلالها 3 أهداف. ثم انتقل إلى Moss FK ‏ ما بين عامي 1998 و1999 لمدة موسم واحد، حيث شارك في 5 مباريات سجل خلالها هدفين. لينتقل بعدها إلى نادي ستوك سيتي في موسم 1999–00 في المرة الأولى لمدة موسم واحد ثم في موسم 2000–01 ليلعب معه أربعة مواسم، مشاركًا طوالها في 134 مباراة سجل خلالها 16 هدفًا. ثم انتقل إلى نادي أورغريته ما بين عامي 1999 و2000 لمدة موسم واحد، مشاركًا في 24 مباراة سجل خلالها هدفًا واحدًا. هذا وانتقل لاحقًا إلى نادي واتفورد في موسم 2004–05 لمدة موسم واحد، مشاركًا في 36 مباراة سجل خلالها 3 أهداف. ثم انتقل بعدها إلى نادي ريدنغ في موسم 2005–06 ليلعب معه ثمانية مواسم، مشاركًا في 142 مباراة سجل خلالها 9 أهداف.

## روابط خارجية
- برينيار غونارسون على موقع الاتحاد الدولي (مؤرشف)  (الإنجليزية)
- برينيار غونارسون على موقع الاتحاد الأوربي (الإنجليزية)
- برينيار غونارسون على موقع قاعدة بيانات كرة القدم.إي يو (الإنجليزية)
- برينيار غونارسون على موقع ناشيونال فوتبول تيمز (الإنجليزية)
- برينيار غونارسون على موقع Soccerbase.com (لاعب) (الإنجليزية)
- برينيار غونارسون على موقع عالم كرة القدم.نت (الإنجليزية)
- برينيار غونارسون على موقع كووورة